# Емилиос Ксантопулос
Емѝлиос Ксанто̀пулос (на гръцки: Αιμίλιος Ξανθόπουλος) е гръцки общественик. Ксантопулос е демарх (кмет) на македонския град Катерини от 1934 до 1936 година. Жител е на бежанския понтийски квартал Евангелика и преди да бъде избран за кмет в 1933 година се занимава с издаване на вестник „Ихо тон Пиерион“. Наследен е от Платон Росетос.
Ксантопулос е жертва на германска наказателна акция по време на германската окупация на Гърция през Втората световна война. Дейци на гръцкото съпротивително движение екзекутират двама германски войници в хромовите мини в село Агиос Димитриос. В отговор, германците арестуват 34 жители на Агиос Димитриос и 5 от Ливади и заедно с кмета на Катерини ги екзекутират до гарата в Катерини. В града е издигнат негов паметник и улица носи неговото име.